# Jitka Bártů
Jitka Bártů (* 12. října 1974 Jihlava) je česká televizní režisérka, scenáristka, spisovatelka a producentka. Profesně se svou sestrou Kateřinou Bártů, dvojčetem, tvoří sourozenecké autorské duo zvané Sestry Bártů.

## Život
Po studiu scenáristiky v Los Angeles začínala jako copywriter v reklamních agenturách Mark BBDO a Ogilvy&Mather v Praze. Autorsky spolupracuje na scénářích se svou sestrou Kateřinou, se kterou vlastní společnost Twinpower.
Od roku 2009 se na svých projektech kromě psaní scénářů podílí jako režisérka.

## Dílo

### Filmografie
Na svých projektech se podílí jako scenáristka, režisérka a producentka.
| Název                     | Scénář |
| ------------------------- | ------ |
| Duch modrého pokoje, 2003 | ✔      |
| Vánoční hvězda, 2009      | ✔      |

| Název                            | Námět | Scénář | Režie | Produkce |
| -------------------------------- | ----- | ------ | ----- | -------- |
| Rodinná pouta, 2004              | ✔     | ✔      |       |          |
| Bazén, 2005                      | ✔     | ✔      |       |          |
| Velmi křehké vztahy, 2007        | ✔     | ✔      | ✔     | ✔        |
| Gympl s (r)učením omezeným, 2014 | ✔     | ✔      |       | ✔        |
| V.I.P. Vraždy I, 2016            | ✔     | ✔      |       | ✔        |
| Temný Kraj,, 2017                | ✔     | ✔      | ✔     | ✔        |
| V.I.P. Vraždy II, 2018           | ✔     | ✔      | ✔     |          |
| Temný Kraj II, 2019              | ✔     | ✔      | ✔     |          |